# باسور
باسور (انگلیسی: Basware) شرکت نرم‌افزار فنلاندی است، که در سال ۱۹۸۵ تأسیس شد.